# Richard Curzon-Howe, I conte Howe
Richard William Penn Curzon-Howe, I conte Howe (11 dicembre 1796 – 12 maggio 1870), è stato un nobile inglese.

## Biografia
Era il terzo, ma primo figlio superstite, di Penn Assheton Curzon, figlio maggiore di Assheton Curzon, I visconte Curzon, e di sua moglie, Sophia Curzon, baronessa Howe, figlia maggiore di Richard Howe, I conte di Howe.

## Carriera
Siccome il padre morì nel 1797, Curzon ereditò il viscontado del nonno nel 1820. Prese il nome aggiuntivo di Howe grazie a una licenza reale un anno dopo ed è stato creato conte Howe (una ripresa del titolo precedentemente detenuto da suo nonno materno). 
È stato Lord of the Bedchamber di Giorgio IV (1829-1830) ed è stato Lord ciambellano della regina Adelaide (1830-1831 e 1834-1837). Alla morte della madre, nel 1835, ha ereditato la sua baronia.
Attraverso i vari incarichi che ricoprì, ebbe una notevole influenza sulla regina e attraverso di lei sul re. Le maldicenze sostenevano che fosse l'amante della regina. 
Il biografo di Guglielmo IV lo ha descritto come un uomo la cui vanità e arroganza lo faceva sembrare insopportabile, ma chiaramente possedeva fascino personale abbastanza grande per fare a coloro che lo conoscevano sopportassero i suoi difetti. 

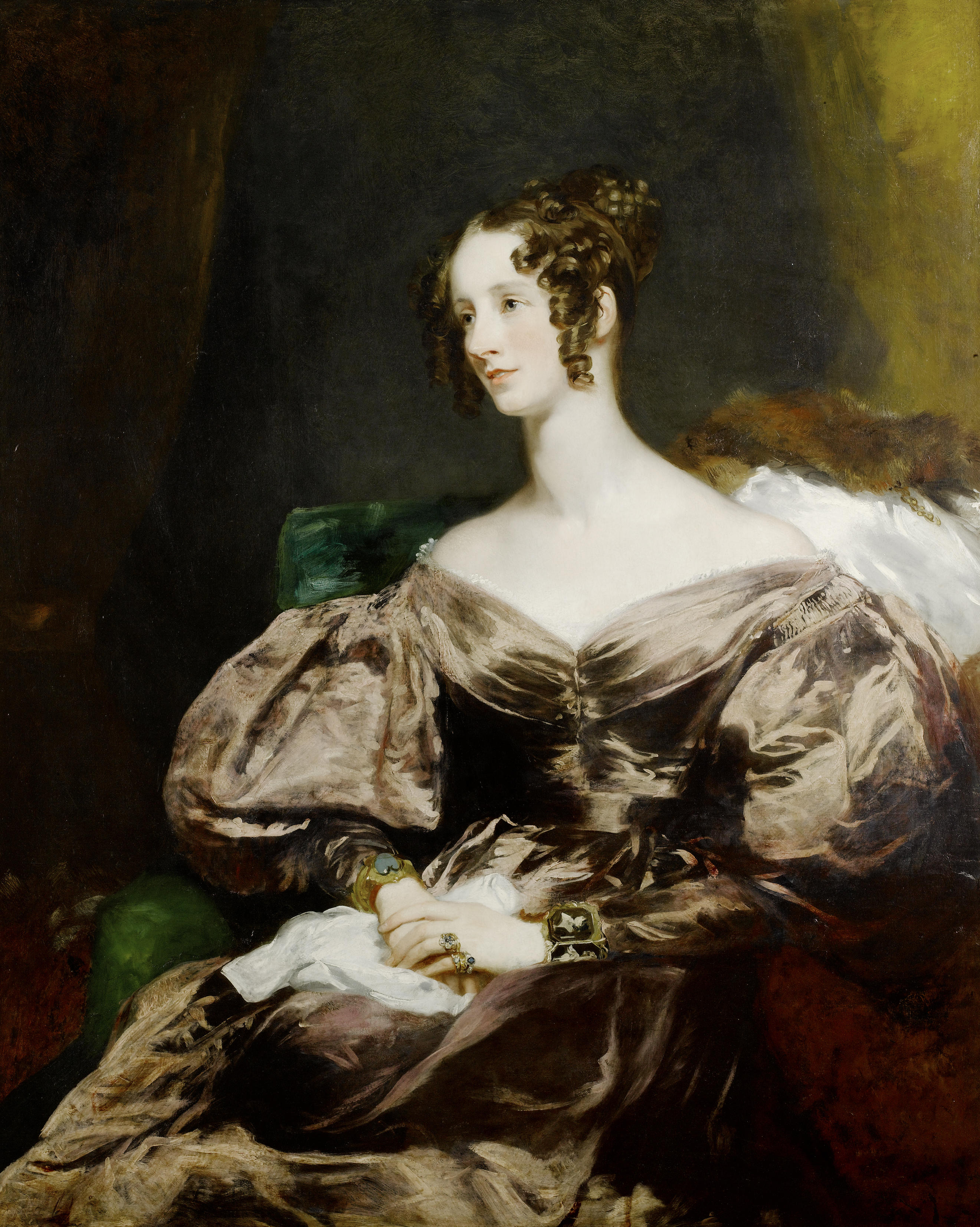
Ritratto di Lady Harriet Georgiana Brudenell, di Margaret Sarah Carpenter, 1834.

## Matrimoni

### Primo Matrimonio
Sposò, il 19 marzo 1820, Lady Harriet Georgiana Brudenell (?-25 ottobre 1836), figlia di Robert Brudenell, VI conte di Cardigan. Ebbero dieci figli: 
- George Curzon-Howe, II conte Howe (16 gennaio 1821-4 febbraio 1876);
- Richard Curzon-Howe, III conte Howe (14 febbraio 1822-25 settembre 1900);
- Frederick Curzon-Howe (16 luglio 1823-23 settembre 1881);
- Henry Dugdale Curzon-Howe (21 settembre 1824-22 marzo 1910), sposò Eleanor Young Swinburne, ebbero sei figli;
- Lady Georgiana Charlotte (29 settembre 1825-14 maggio 1906), sposò Henry Somerset, VIII duca di Beaufort, ebbero cinque figli;
- William Henry Curzon-Howe (1 giugno 1827-5 gennaio 1913), sposò in prime nozze Beatrice Page, non ebbero figli, e in seconde nozze Emily Cowper, ebbero una figlia;
- Ernest George Curzon-Howe (12 agosto 1828-5 marzo 1885), sposò Augusta Latham Hallifax, ebbero sei figli;
- Sir Leicester Smyth (25 ottobre 1829-27 gennaio 1891), sposò Alicia Smyth, non ebbero figli;
- Lady Adelaide Curzon-Howe (1835-22 marzo 1903), sposò Francis Fane, XII conte di Westmorland, ebbero quattro figli;
- Lady Emily Mary Curzon-Howe (1836-9 dicembre 1910), sposò Sir Robert Kingscote, ebbero quattro figli.

### Secondo Matrimonio
Sposò, il 9 ottobre 1845, Anne Gore (?-23 luglio 1877), figlia di Sir John Gore. Ebbero tre figli:
- Montagu Curzon-Howe (21 settembre 1846-1 settembre 1907), sposò Esmé FitzRoy, ebbero due figli;
- Lady Mary Anna (23 luglio 1848-10 maggio 1929), sposò James Hamilton, II duca di Abercorn, ebbero nove figli;
- Assheton Gore Curzon-Howe (10 agosto 1850-1 marzo 1911), sposò Alice Anne Cowell, ebbero cinque figli.

## Morte
Morì il 12 maggio 1870.